# Arvid Wilhelm Ahlström
Arvid Wilhelm Ahlström, född  19 oktober 1792 i Lund, död  15 mars 1820 i Malmö, var en svensk brottsling.
Ahlström var son till notarien vid Lunds universitet Daniel Ahlström och dennes hustru Anna Maria Tideman. Ahlström sattes i lära hos sin morbror Conrad Tideman för att utbilda sig till repslagare, men på grund av en skada kunde han inte fortsätta. Efter en tid som skrivare blev Ahlström arbetslös.
Tillsammans med trädgårdsmästaren Per Löfberg och diversearbetaren Elias Ferdinand Spårläder kom man överens om att råna Löfbergs arbetsgivare, fortifikationskamreren Hans Malmborg i Malmö. Denne överfölls i sitt hem och misshandlades så svårt att han avled. Bytet från rånet blev mynt och ur till ett värde av 258 riksdaler. Ahlström dömdes till döden för rånmord och avrättades.